# Charanga Habanera
Charanga Habanera ist eine kubanische Salsa-Gruppe.

## Werdegang
Die Gruppe wurde 1988 von Juan Carlos González gegründet. Sie bestand aus jungen Talenten der Kunsthochschule Kuba und richtete sich nach populären kubanischen Stilelementen der 1940er und 1950er Jahre aus. Ihre Musikrichtung war ursprünglich der Cha-Cha-Cha, Mambo, Bolero und Guaracha. Die Leitung der Band übernahm zunächst José Picayos, welcher von David Calzado abgelöst wurde. Ihr erster Song war „De La Habana a Montecarlo“, welcher durch einen Gastauftritt in Montecarlo inspiriert wurde. Während dieser Zeit traten sie auf internationalen Bühnen mit Stars wie Stevie Wonder, Donna Summer, Barry White, James Brown, Ray Charles, Frank Sinatra, Charles Aznavour, Jerry Lewis, Kool and the Gang und Whitney Houston auf. In den 1990er Jahren, als der neue Musikstil der Timba aufkam, unterschrieben sie einen Plattenvertrag mit der Firma Magic Music-Universal und erreichten mit ihrem neuen modernen und tanzbaren Musikstil eine hohe Popularität. 1998 erhielten sie den Preis für die beste Band des Jahres und in der Zeit von 1998 bis 1999 erreichten sie hohe Chartnotierungen im Radio und Fernsehen. Aufgrund von Streitigkeiten innerhalb der Gruppe kam es in den 1990er Jahren zu teilweise Ablösungen von der Band und Neugründungen wie Charanga Forever und Dany Lozada y su Timba Cubana. Charanga Habanera hatte mehrere internationale Tourneen in Japan, Europa (1996), Mexiko, Argentinien, Peru, USA und Nordafrika. Mit ihrem Album „Live in the USA“ gewannen sie 2003 den Preis Grammy Latino. Mit dem Video „Orgullosamente Latino“ gewannen sie in drei Kategorien bestes Video, bestes Album und beste Gruppe. Mittlerweile hat Charanga Habanera auch Elemente aus dem Reggaeton übernommen.

## Diskografie
- Me sube la fiebre (1992)
- Hey You Loca! (1994)
- Pa´que se entere La Habana (1996)
- Chan Chan Charanga (2000)
- Live in the U.S.A. (2001)
- Soy cubano, soy popular (2003)
- Light (2004)
- El ciclón de La Habana (2005)
- Se acabó el mundo mañengo (2007)
- No mires la carátula (2009)
- Acabaito de nacer (2011)
- Light 2 (2013)
- Se Sufre Pero Se Goza (2013)